# Анархо-панк
Анархо-панк — политически активная субкультура, сочетающая в себе идеологию анархизма и элементы панка.
В Испании и Италии используют понятие анархо-панка более широко, обозначая любую панк-музыку с анархистской лирикой, включая crust punk, d-beat, фолк-панк, хардкор, гаражный панк или ска-панк.

## История

### Предыстория (1965-77)
Некоторые прото-панк-группы поздних 1960-х являлись участниками анархического движения, такие как немецкая блюз-рок-группа Ton Steine Scherben и английские группы, связанные с контркультурным движением Великобритании, такие как Hawkwind, Pink Fairies, The Deviants и Edgar Broughton Band. Эти группы впервые попробовали смешать радикальную политику с рок-музыкой и принести идею о том, что рок-музыка может являться проводником социальных и политических свобод в общественное сознание.
Другие предшественники анархо-панка включают авангардистские художественные направления и политические движения, такие как флуксус, дадаизм, бит-поколение. Контркультура хиппи также оказала существенное влияние на анархо-панк.

### После 1977-го
В 70-х, после зарождения панк-рока, в Соединённом Королевстве произошёл резкий рост популярности и интереса к анархизму. Первым открытым призывом к анархии стали песни Anarchy in the U.K. и God Save the Queen группы Sex Pistols.
Одной из первых панк-групп, которая разъяснила серьёзные анархистские и пацифистские идеи была Crass. Эта концепция анархо-панка была быстро поднята такими группами, как Flux of Pink Indians и Conflict.
В 1980-е годы из анархо-панка развились два новых панк-направления: d-beat и краст-панк. D-beat был более быстрой и жёсткой формой панк-музыки и был создан такими группами, как Discharge и The Varukers. Краст-панк появился в результате смешения анархо-панка с экстремальными направлениями металла, его родоначальниками были Antisect, Sacrilege и Amebix.
В конце 80-х из анархо-панка развился грайндкор. Схожий с краст-панком, но более экстремальный, с добавлением, бласт-битов и гроула. Пионерами грайндкора явились Napalm Death и Extreme Noise Terror. Параллельно с развитием этих поджанров, много групп в американской хардкор сцене приняли идеологию анархо-панка, в том числе MDC и Reagan Youth.
Некоторые ранние анархо-панк группы пошли по иному пути — в сторону усложнения звука и сближения с постпанком. Такие команды, как The Mob, Zounds и Flux of Pink Indians, в равной мере могут считаться как исполнителями анархо-панка, так и постпанка. Некоторые группы пошли ещё дальше, обогащая звук джазовыми и фолковыми элементами, например, Dog Faced Hermans и The Ex. А одна из крупнейших команд, работающих в этом направлении, Rubella Ballet находилась под сильным влиянием готики и дезрока, а в альбоме Planet Punk — с электронным звучанием.

## Идеология
Анархо-панк имеет очень близкое сходство с анархизмом без прилагательных, поскольку включает в себя различные формы анархизма. Анархо-панк схож с постлефтистским анархизмом.
Анархо-панки придерживаются антифашистских взглядов, поддерживают борьбу за права животных (вегетарианство, веганство, ФОЖ), борьбу против гомофобии, феминизм, защиту окружающей среды, рабочее самоуправления, антивоенное движение и движение антиглобалистов.
Анархо-панки критикуют недостатки панк-движения (такие как аполитичность, излишнее внимание к внешнему виду), а также критично относятся к другим молодёжных массовым субкультурам в целом.
Некоторые анархо-панки поддерживают стрейтэдж, утверждая, что алкоголь, табак, наркотики и распущенность являются инструментом угнетения и саморазрушения, потому что затуманивают разум и мешают сопротивлению человека другим видам угнетения. Некоторые краст-панки также осуждают использование земельных и водных ресурсов, необходимых для зерновых культур, для приготовления алкогольной продукции, табака и наркотиков, вместо производства пищи.
Хотя изначально анархо-панки поддерживали пацифизм, он не является обязательством для всех анархо-панков. Однако, несмотря на реакционный антагонизм панк-субкультуры по отношению к хиппи, идеалы контркультуры хиппи оказали влияние на анархо-панк. Crass однозначно ассоциировали себя с контркультурой хиппи, и это влияние также перенеслось в дальнейшем и на краст-панк.
Анархо-панки являются сторонниками прямого действия, однако для каждого это выражается по-своему, и несмотря на различия в подходе, анархо-панки часто сотрудничают друг с другом.
Многие анархо-панки являются пацифистами, поэтому используют ненасильственные средства в достижении своих целей. К ним относятся: мирные акции протеста, отказ от работы, сквоттинг, ФНБ, экономический саботаж, граффити, фриганизм, бойкот, гражданское неповиновение, хактивизм, спамвертайзинг. Некоторые анархо-панки считают, что насилие или повреждения имущества является приемлемым способом достижения социальных изменений (например, участники групп Conflict/Burnt Cross и D.O.A.). Это проявляется как беспорядки, вандализм, нападения, участие в ФОЖ и ФОЗ, а в крайних случаях — подрывы.

### DIY-панк принципы
Анархо-панки придерживаются принципа DIY — сделай сам. Это подразумевает самостоятельное изготовление символики, одежды и прочей атрибутики, мотивируя это тем, что капиталисты не должны наживаться на тех, кто с ними борется.
В музыке это сознательный отказ от услуг крупных звукозаписывающих компаний, которые заменяют небольшие домашние студии. Анархо-панк движение имеет свою собственную сеть фэнзинов, которые распространяют новости, идеи и обзоры сцены. Журналы печатаются на копировальных машинах или дубликаторах, и распространяется вручную на панк-концертах, в радикальных книжных магазинах, при помощи интернета, или по почте.

## Музыкальный стиль и эстетика
В целом, анархо-панк-группы играют более быстрые и менее сосредоточенные на технике исполнения песни, чем среднестатистическая панк-рок-группа. Посыл в песне считается гораздо более важным, нежели музыка.
В текстах анархо-панк коллективов нередко отсутствует обычная структура стихов. Одной из групп, которая довела это до крайности были Crass, которые в своём релизе Yes Sir, I Will почти в свободной форме импровизируют музыкально, при этом просто выкрикивая слова. Однако есть и исключения. Например, песни поздних Chumbawamba были более поп-ориентированны и имел поп-структуру песен, которые делали их посыл более доступным для большинства людей.
С этими исключениями анархо-панк стилистически разнообразился, группы приобрели различную музыкальную эстетику. Например, анархо-фолк-панк-группы отошли от панк-условностей, играя баллады и традиционные народные песни, часто с использованием акустических и народных инструментов.